# Station Lapworth
Lapworth is een spoorwegstation van National Rail in Lapworth, Warwick in Engeland. Het station is eigendom van Network Rail en wordt beheerd door Chiltern Railways. 